# Winnie the Pooh. Quando eravamo davvero giovani
Winnie the Pooh. Quando eravamo davvero giovani (When We Were Very Young) è un libro di poesie dello scrittore britannico A. A. Milne, illustrato da E. H. Shepard. Quando fu pubblicato per la prima volta nel 1924 divenne immediatamente un best seller. Contiene 45 poesie nelle quali solo occasionalmente si fa uso del vocabolario infantile tipico delle poesie per bambini dei primi anni '20. Diverse di queste poesie vennero messe in musica da Harold Fraser-Simson e pubblicate in diversi songbook.
Il libro inizia con un'introduzione intitolata "Prima di iniziare", nella quale viene suggerito ai lettori che il narratore di queste poesie potrebbe essere Christopher Robin, il figlio dell'autore. Nella trentottesima poesia del libro, intitolata "Teddy Bear", che venne pubblicata inizialmente sulla rivista Punch nel febbraio 1924, fece la sua prima apparizione il famoso personaggio Winnie-the-Pooh, inizialmente chiamato "Mr. Edward Bear" da Christopher Robin Milne. In una delle illustrazioni di "Teddy Bear", Winnie-the-Pooh viene mostrato con in dosso una maglietta che fu in seguito colorata di rosso quando l'immagine fu riprodotta sulla copertina dell'album Winnie The Pooh, 17 Songs from the Pooh Song Book (1952). Questa immagine divenne lo standard su cui si basarono i vari adattamenti della Disney. L'edizione a colori (colorata da Mark Burgess) del libro fu pubblicata per la prima volta nel 1989.
Di When We Were Very Young fu scritta una parodia qualche anno dopo, nel 1926, intitolata When We Were Rather Older (Quando eravamo piuttosto vecchi).

## Concepimento e pubblicazione
La prima poesia della raccolta vide la luce due anni prima della pubblicazione del libro. "Vespers" fu composta da Milne come regalo per la moglie Daphne De Selincourt. I due si erano sposati nel 1913 e nel 1920 ebbero un figlio, Christopher Robin Milne (suo figlio e il suo orsetto di peluche di nome di Edward saranno la fonte di inspirazione non soltanto di When We Where Very Young ma anche della fortunata serie di romanzi e raccolte di poesie con protagonista Winnie the Pooh). La poesia in questione trovava per l'appunto ispirazione da uno dei momenti di preghiera del figlio di due anni (il cui nome viene scritto per intero nella poesia). Ann Thwaite, biografa di Milne, definisce Vespers come un'ironica poesia ad opera di un uomo poco interessato alla preghiere o alla religione convenzionale. 
Daphne decise di propria iniziativa di far pubblicare la poesia, che nel 1923 fu stampata sulla rivista Vanity Fair. Allora la poesia non era accompagnata da nessuna illustrazione, e per la sua pubblicazione Milne ricevette 50 dollari. Questa fu presto notata da Rose Fyleman, l'editrice dell'edizione annuale di Joy Street, che incoraggiò Milne a scriverne un'altra per la sua rivista per bambini The Merry Go-Round. Sebbene fosse inizialmente riluttante, in quanto mai interessatosi fino ad allora alla letteratura per ragazzi, Milne diede vita ad una delle sue poesie più apprezzate, The Dormouse and the Doctor. La copia di prova di questa poesia venne inviata alla casa editrice mentre Milne era in vacanza con la famiglia a Porthmadog, Wales. La vacanza si rivelò piuttosto deludente, con la continua pioggia e la non tanto piacevole compagnia. Nonostante Milne fosse sempre in quel periodo sotto pressione per la scrittura di un libro poliziesco, decise di trascorrere quei giorni a scrivere una serie di poesie per bambini. A vacanze concluse Milne aveva già scritto un quarto dell'opera che oggi si conosce con il nome di When We Were Very Young. Presto le poesie vennero presentate alla casa editrice britannica Methuen, che riconobbe un certo potenziale per un'eventuale pubblicazione. Nel frattempo, fu deciso che alcune di quelle poesie sarebbero apparse sulla rivista 'Punch' ogni settimana insieme a delle illustrazioni. La seconda settimana che Punch pubblicò una poesia di Milne, 16 gennaio 1924, essa fu accompagnata da una illustrazione di E. H. Shepard. Il pubblico amò molto quelle illustrazioni e, sebbene l'autore e l'illustratore non diventarono mai grandi amici, la loro collaborazione per lavori futuri fu ormai segnata. Tra le poesie pubblicate in questa rivista vi era anche "Teddy Bear" (febbraio 1924), nella quale fece la sua prima apparizione il famoso personaggio Winnie-the-Pooh, inizialmente chiamato "Mr. Edward Bear" da Christopher Robin Milne.
Il 6 novembre 1924, la Methuen pubblicò nel Regno Unito la prima edizione della raccolta When We Very Young. Esattamente due settimane dopo l'edizione britannica, la casa editrice americana Dutton produsse un'edizione limitata del libro con una copertina differente. Nel natale del 1924, la Dutton di New York aveva venduto 10000 copie e la Methuen più di 43000. Nel 1934, esattamente dieci anni dopo, le copie vendute ammontavano già a mezzo milione.

## Poesie
- "Corner of the Street"
- "Buckingham Palace"[4]
- "Happiness"[4]
- "The Christening"[4]
- "Puppy and I"[5]
- "Twinkle Toes"
- "The Four Friends"[5]
- "Lines and Squares"[4]
- "Brownie"[4]
- "Independence"[5]
- "Nursery Chairs"[6]
- "Market Square"[4]
- "Daffodowndilly"[5]
- "Water-Lilies"
- "Disobedience"[5]
- "Spring Morning"[6]
- "The Island"
- "The Three Foxes"[4]
- "Politeness"[4]
- "Jonathan Jo"[5]
- "At the Zoo"[5]
- "Rice Pudding"[5]
- "The Wrong House"
- "Missing"[4]
- "The King's Breakfast"[7]
- "Hoppity"[4]
- "At Home"
- "Summer Afternoon"
- "The Dormouse and the Doctor"
- "Shoes and Stockings"[6]
- "Sand-Between-the-Toes"[5]
- "Knights and Ladies"[6]
- "Little Bo-Peep and Little Boy Blue"
- "The Mirror"
- "Halfway Down"[4]
- "The Invaders"
- "Before Tea"[5]
- "Teddy Bear"[5]
- "Bad Sir Brian Botany"[5]
- "In the Fashion"[4]
- "The Alchemist"[5]
- "Growing Up"[4]
- "If I Were King"[5]
- "Vespers"[4]

## Temi e impatto culturale

Nella poesia "Teddy Bear", fa la sua prima apparizione il famoso personaggio Winnie the Pooh.

I bambini delle poesie di Milne non sono dei soggetti ribelli ma rassegnatamente docili, in quanto i loro lamenti contro i genitori non portano a nulla, perché questi non in grado di comprendere. In Independence, una delle poesie più corte dell'intera raccolta, un bambino che si dondola in un ramo di un albero esprime il suo sdegno per le incessanti avvertenze dei genitori iperprotettivi. I genitori tuttavia rimangono imperturbabili, rendendo totalmente inutile ogni dialogo con essi. In Disobedience si ribalta invece il ruolo. Un bambino di tre anni di nome James Morrison ammonisce la madre di non andare mai "fino alla fine della città" senza consultarla. Senza prestare ascolto al suo consiglio, scingendosi troppo oltre, la donna non riuscirà più a far ritorno a casa. Più spesso, tuttavia, i bambini protagonisti delle sue poesie sono liberi dalla presenza dei genitori. Questi vagano, nella realtà o nell'immaginazione, tra campi, fra le isole, per ruscelli, sugli alberi o solitariamente se ne stanno seduti sulle scale della loro casa. Loro sono se stessi, il che non significa senza controllo, in quanto si impongono da soli dei limiti, come quel limite storico rappresentato delle fughe di una pavimentazione in pietra che non devono essere mai toccate durante il camino (Lines and Squares).
Halfway Down è stata descritta dalla critica Zena Sutherlan, nel suo libro Children & Books, una "meditazione giovanile". Sia la poesia che l'illustrazione di Ernest Shepard sono state considerate "in grado di catturare lo stato d'animo del momento di sospensione che coglie sempre i bambini quando si soffermano sulle scale". La sua conversione in canzone ad opera Harold Fraser-Simson, che mise in musica molte poesie di Milne, ha avuto negli anni un grosso impatto mediatico e diverse reinterpretazioni. "Halfway Down the Stairs" fu usata nella prima stagione del The Muppet Show. La performance fu inscenata nel mezzo si una rampa di scale, diventando una delle scene più significative nello show di "Robin la Rana", nipote di "Kermit la Rana". La canzone fu inclusa nell'album The Muppet Show, che raggiunse la settima posizione della Official Singles Chart, nel 1977. Per l'occasione la scena sulla scala fu girata di nuovo per essere inclusa nella Top of the Pops. La cantante americana Amy Lee della band Evanescence ha realizzato una cover di questa canzone che è stata pubblicata nell'album del 2011 Muppets: The Green Album.
L'ultima poesia Vespers, scritta nel 1922 come regalo per sua moglie, trova ispirazione da uno dei momenti di preghiera del figlio di due anni. Ann Thwaite, biografa di Milne, definisce Vespers come un'ironica poesia ad opera di un uomo poco interessato alle preghiere o alla religione convenzionale. Al bambino della poesia viene dato il nome del figlio dello scrittore, Christopher Robin, nome che sarebbe in seguito diventato famoso nelle storie di Winnie-the-Pooh.